# Tetuan (stacja metra)
Tetuan – stacja metra w Barcelonie, na linii 2. Stacja została otwarta w 1995.